# Юн (фамилия)
Юн (雍 : Yōng, Ключ 172 + 5, Сыцзяо : 0021) — китайская фамилия.
1. мирный, спокойный.
2. смотритель водоёмов и каналов.
3. ист. Юн — княжество на территории нынешней провинции Хэнань.
4. ист. Юнчжоу — одна из девяти областей древнего Китая.

Юн (윤) — корейская фамилия, соответствующая китайской фамилии Инь (фамилия).

## Персоналии
- Юн Сын А (род. 1983) — южнокорейская актриса.